# True blue/恋々…
「true blue/恋々…」（トゥルー・ブルー/れんれん）は、日本のガールズロックバンド・ZONEのメジャー9作目（通算10作目）のシングル。

## 概要
- 前作「白い花」から約5ヶ月ぶり、初の両A面シングル。
- 初めてカップリング曲が収録されなかった。
- 今作はレーベルゲートCD規格で発売され、後の2004年7月7日には改良されたレーベルゲートCD2規格と従来のCD規格の2形態が再発売された。
- 表題1曲目はテレビアニメ『アストロボーイ・鉄腕アトム』の前期および後期オープニングテーマに、表題2曲目はメンバー出演によるハウス食品『フルーチェアジア』のCMソングにそれぞれ起用された。テレビアニメのタイアップを手掛けるのは初[注 1]、『フルーチェ』のタイアップを手掛けるのは「夢ノカケラ…」以来4作ぶりとなった。
- オリコン初登場3位を獲得。5作連続、通算6作目のトップ3入りを果たした。また、「夢ノカケラ…」以来4作ぶりに年間チャート入りを果たした。

## 収録曲
1. true blue [4:12]
作詞：町田紀彦
作曲：吉松隆、町田紀彦
編曲：山原一浩
2. 恋々… [4:15]
作詞・作曲：町田紀彦
編曲：HIKARI
3. true blue (backing track) [4:12]
作曲：吉松隆、町田紀彦
編曲：山原一浩
表題1曲目のバッキングトラックバージョン。
4. 恋々… (backing track) [4:10]
作曲：町田紀彦
編曲：HIKARI
表題2曲目のバッキングトラックバージョン。

## カバー・バージョン

### true blue
- 2011年 - ClariS（ZONE アルバム 『ZONEトリビュート〜君がくれたもの〜』に収録 ）

## タイアップ
- フジテレビ系列日曜アニメ『アストロボーイ・鉄腕アトム』前期・後期オープニングテーマ (#1)
- ハウス食品『フルーチェアジア』CMソング (#2)

## 収録アルバム
- N (#1,2)
- E 〜Complete A side Singles〜 (#1,2)
- ZONEトリビュート〜君がくれたもの〜